# Khal Drogo
Khal Drogo és un personatge fictici de la sèrie de literatura fantàstica Cançó de gel i de foc de l'autor estatunidenc George R. R. Martin. És descrit com un home de pell color coure, amb cabell i ulls negres, alt i atractiu. Tenia bigoti i una barba llarga i portava els cabells amb trenes fins a la cintura amb petites campanetes a les puntes. Les seves trenes mai van ser tallades, el que demostrava que mai va perdre cap lluita.
Drogo és un poderós khal, o senyor de la guerra, del poble Dothraki, una nació tribal de genets a les estepes més enllà de les Ciutats Lliures. És un guerrer consumat i mai ha estat derrotat en la batalla. Amb l'esperança d'aconseguir el seu suport per envair Westeros, Viserys Targaryen i Illyrio Mopatis acorden que Drogo es casi amb Daenerys Targaryen. Després d'una nit de noces tensa, la seva creixent habilitat sexual i autoestima finalment fa que s'enamori d'ella, demostrant-se com un marit amable. Drogo tampoc no dona suport al pla de Viserys de marxar cap a Westeros, finalment executant-lo després que amenacés amb matar Daenerys i el seu fill per néixer. Després d'un atemptat fallit contra la seva vida per part d'un dels espies de Robert Baratheon, Drogo decideix liderar la seva horda per conquerir Westeros. Tanmateix, durant una batalla, rep una lesió que finalment es converteix en sèpsia. En un intent desesperat de salvar-li la vida, Daenerys demana a un dels seus esclaus capturats que el ressuscita amb màgia de sang, sacrificant sense voler el seu fill per néixer durant el ritual. No obstant això, Drogo es queda en un estat catatònic, incapaç de moure's, parlar o conduir la seva horda a Westeros. Desconsolada, Daenerys sufoca en Drogo i utilitza la seva pira funerària per despertar els seus dracs. Ella anomena el seu favorit Drogon amb el seu homònim.
A l'adaptació televisiva de HBO, és interpretat per Jason Momoa.